# 国立病院機構静岡富士病院
独立行政法人国立病院機構静岡富士病院（どくりつぎょうせいほうじんこくりつびょういんきこうしずおかふじびょういん）は、静岡県富士宮市に存在していた日本の国立病院。現在は国立病院機構静岡医療センター)と統合している。旧国立療養所富士病院。政策医療分野における重症心身障害の専門医療施設で静岡県立富士特別支援学校の訪問教育を受けることができた。2017年10月、駿東郡清水町の静岡医療センターに統合された。

## 沿革
- 1942年（昭和17年）12月 - 大宮陸軍病院として創設
- 1945年（昭和20年）12月1日 - 厚生省に移管され、国立富士病院となる
- 1951年（昭和26年）4月1日 - 国立療養所富士病院と改称
- 1953年（昭和28年）4月1日 - 国立富士療養所と改称
- 1976年（昭和51年）5月10日 - 国立療養所富士病院と改称
- 2004年（平成16年）4月1日 - 独立行政法人国立病院機構静岡富士病院へ移行
- 2017年（平成29年）10月1日 - 独立行政法人国立病院機構静岡医療センターに統合

## 診療科
- 呼吸器科
- 呼吸器外科
- 小児科
- 神経内科
- 看護課
- 薬剤科
- 放射線科
- 研究検査科

## 交通アクセス
- JR身延線富士宮駅より富士急静岡バス白糸の滝・猪の頭行きで「富士病院入口」下車、徒歩3分。
- 東名高速道路富士インターチェンジより西富士道路を経由、国道139号上井出インターチェンジを降りて約500メートル。